# Le Sémaphore (journal)
Pour les articles homonymes, voir Sémaphore.
Le Sémaphore est le plus ancien journal qui ait paru à Marseille. Les premiers numéros remontent à la fin 1827.
Il est créé par Joseph-François Feissat et Pierre Alexandre-Henri Demonchy. Généraliste à ses débuts, il devient spécialiste du monde maritime au début du XXe siècle.
Condamné pour avoir paru pendant la Seconde Guerre mondiale, il cesse de paraître. Un nouveau journal lui succède, ce sera, en 1946, Marseille maritime qui devient, en janvier 1947, L'Antenne imprimé de 1956 à 2003 dans les locaux historiques du Sémaphore au 19, rue Venture.

## Appellations
Le titre complet est Le Sémaphore de Marseille, feuille commerciale, maritime, industrielle, d'annonces judiciaires et avis divers. Ce n'est qu'à partir de 1931 qu'il utilise le titre abrégé Le Sémaphore ; sa parution est quotidienne et même parfois pluri-quotidienne. Des extraits, suppléments ou autres éditions paraissent régulièrement : Bulletin des modifications et interprétations des tarifs de la douane française, Circulaire commerciale et maritime publiée par le Sémaphore de Marseille, Revue hebdomadaire commerciale, maritime et financière du Sémaphore de Marseille, Les Dimanches du Sémaphore de Marseille, Semaine sportive du Sémaphore de Marseille, Bulletin économique et financier du Sémaphore de Marseille, Revue de droit français commercial maritime et fiscal, Les Nouvelles du Sémaphore de Marseille, Le Courrier nord-africain (Alger 1930).

## Contenu
Le contenu est d'abord généraliste : faits divers, informations politiques, chroniques artistiques, compte-rendu d'exposition…
À partir du XXe siècle, le journal se spécialise davantage dans le transport et le monde maritime.
Émile Zola, journaliste politique mais aussi chroniqueur d'art ou de la vie parisienne, en est le correspondant de 1871 à 1877. Il fournit plus de 1 800 articles ; il dit du journal qu'il le nourrit et que le journal le nourrit bien. Entre le 23 mai et le 3 juin 1871, treize lettres ouvertes sur la Commune de Paris sont publiées : il y exprime sa position contre les Communards, sa défiance vis-à-vis de Karl Marx et se moque de Victor Hugo,.

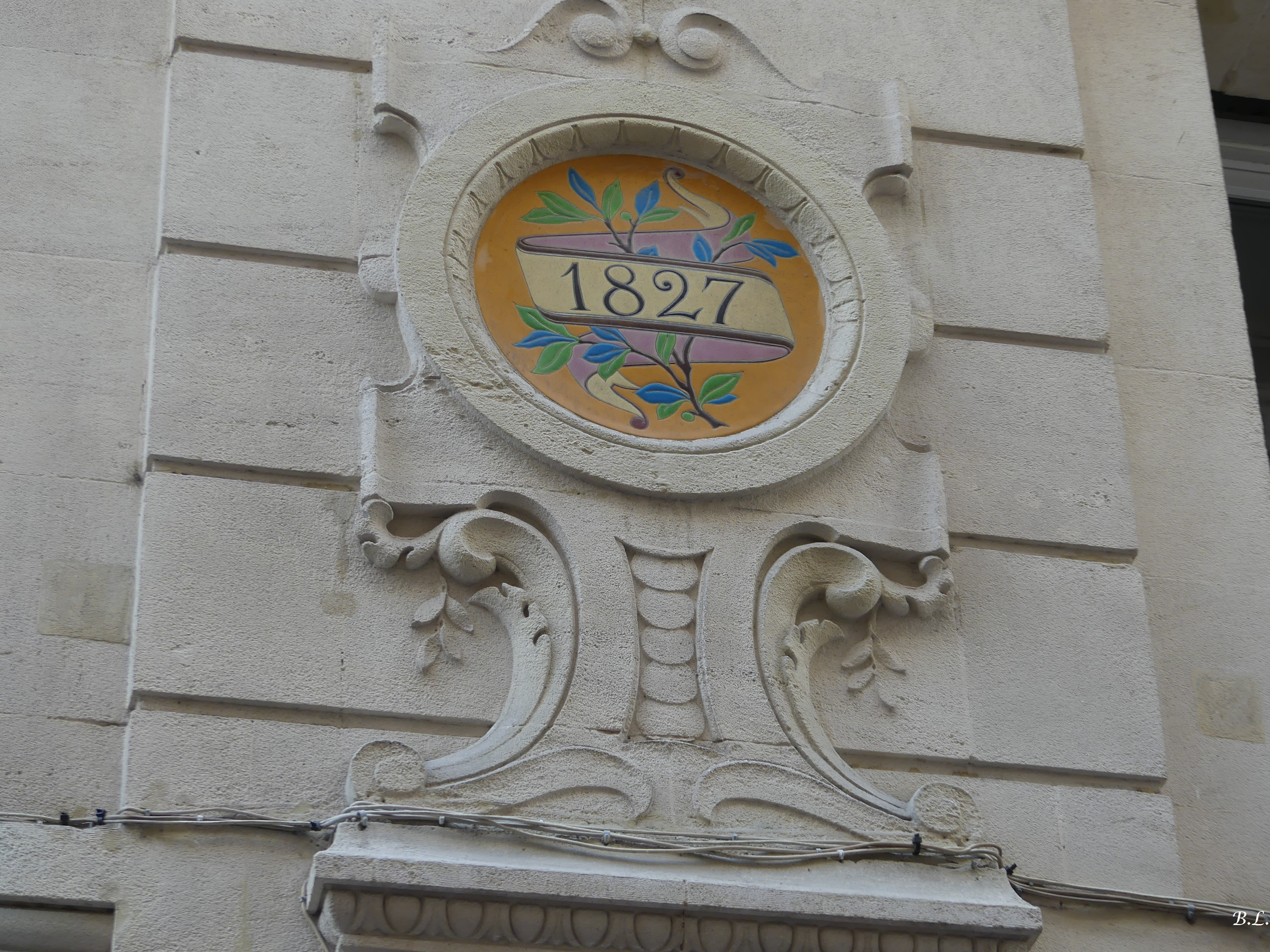
Façade, date de fondation.